# Baureihe 184
De Baureihe 184, tot 1968 bekend als E410, is een elektrische locomotief bestemd voor het personenvervoer van de Deutsche Bundesbahn (DB).

## Geschiedenis
Om bij het passeren van een landsgrens het tijdrovend proces van het verwisselen van locomotieven te beperken besloot de Deutsche Bundesbahn (DB) tot de bouw van een aantal proeflocomotieven die onder verschillende bovenleidingsspanningen kunnen rijden. Dit type locomotief was hiervoor uitgerust voor vier spanningen voor het rijden in Duitsland, België, Nederland, Luxemburg en Frankrijk. Tot een grootschalige toepassing van dit type locomotief is het in die tijd niet gekomen.
Als proef zijn twee slagen naar Amsterdam gereden. De thyristor-sturing verstoorde echter de werking van de beveiliging. Hierdoor is het van een regelmatige inzet in Nederland niet gekomen. Ze hebben wel van mei 1969 tot december 1978 vanuit Aachen in de gewone dienst naar Luik gereden, onder 3000 volt gelijkspanning.

## Constructie en techniek
De locomotief heeft een stalen frame. Op de draaistellen wordt elke as door een elektrische motor aangedreven.

### Nummers
De locomotieven zijn door de Deutsche Bundesbahn (DB) als volgt genummerd.
- E410 001: na 1968 vernummerd in 184 001
- E410 002: na 1968 vernummerd in 184 002
- E410 003: na 1968 vernummerd in 184 003
- E410 011: na 1968 vernummerd in 184 011 en vernummerd in 184 111
- E410 012: na 1968 vernummerd in 184 012 en vernummerd in 184 112

## Treindiensten
De locomotieven werden door de Deutsche Bahn (DB) in de spits ingezet in het personenvervoer op diverse trajecten in en tussen Duitsland en Frankrijk. De locomotieven werden door de Deutsche Bahn (DB) ook ingezet in het goederenvervoer.

## Foto's

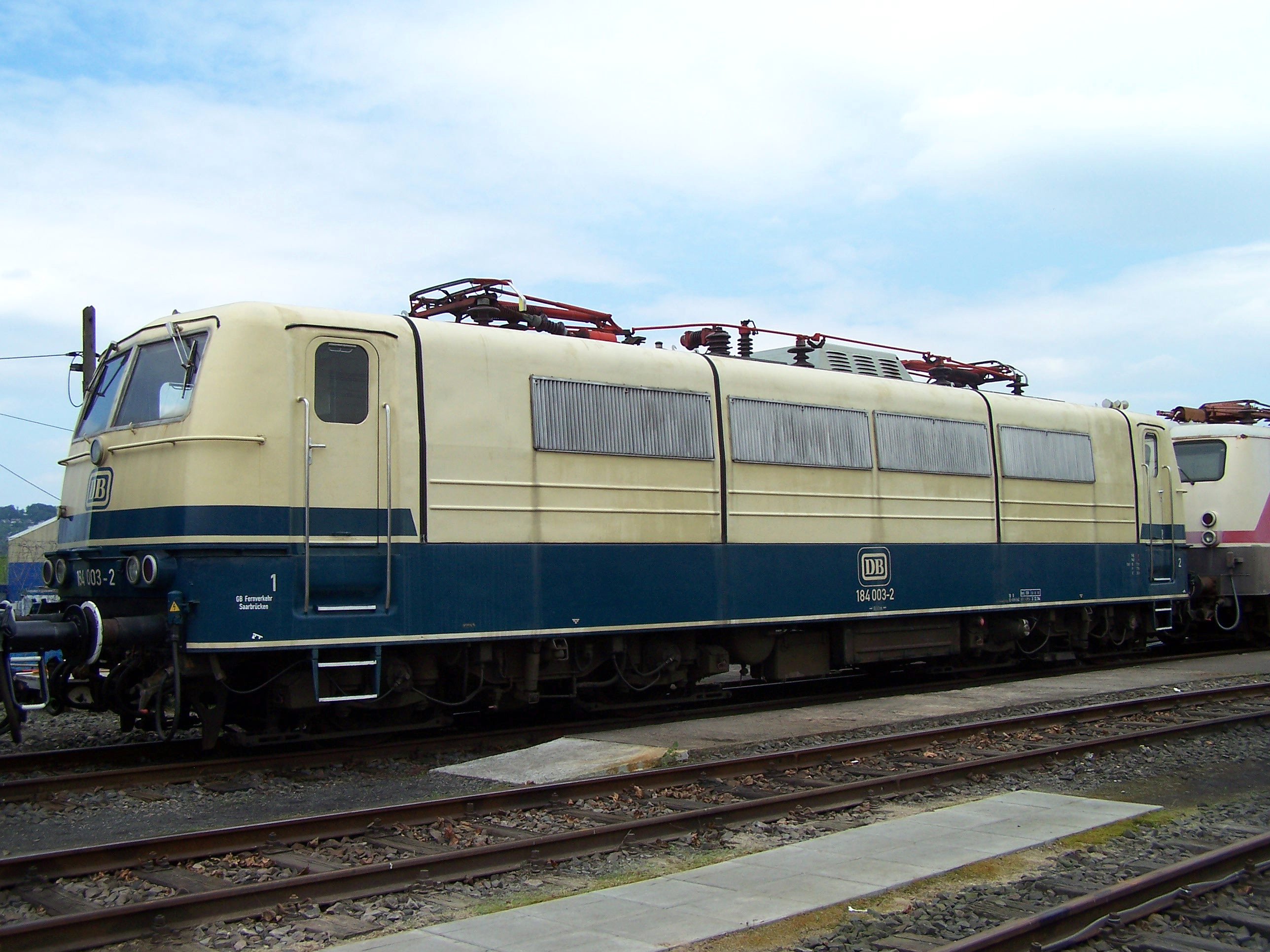
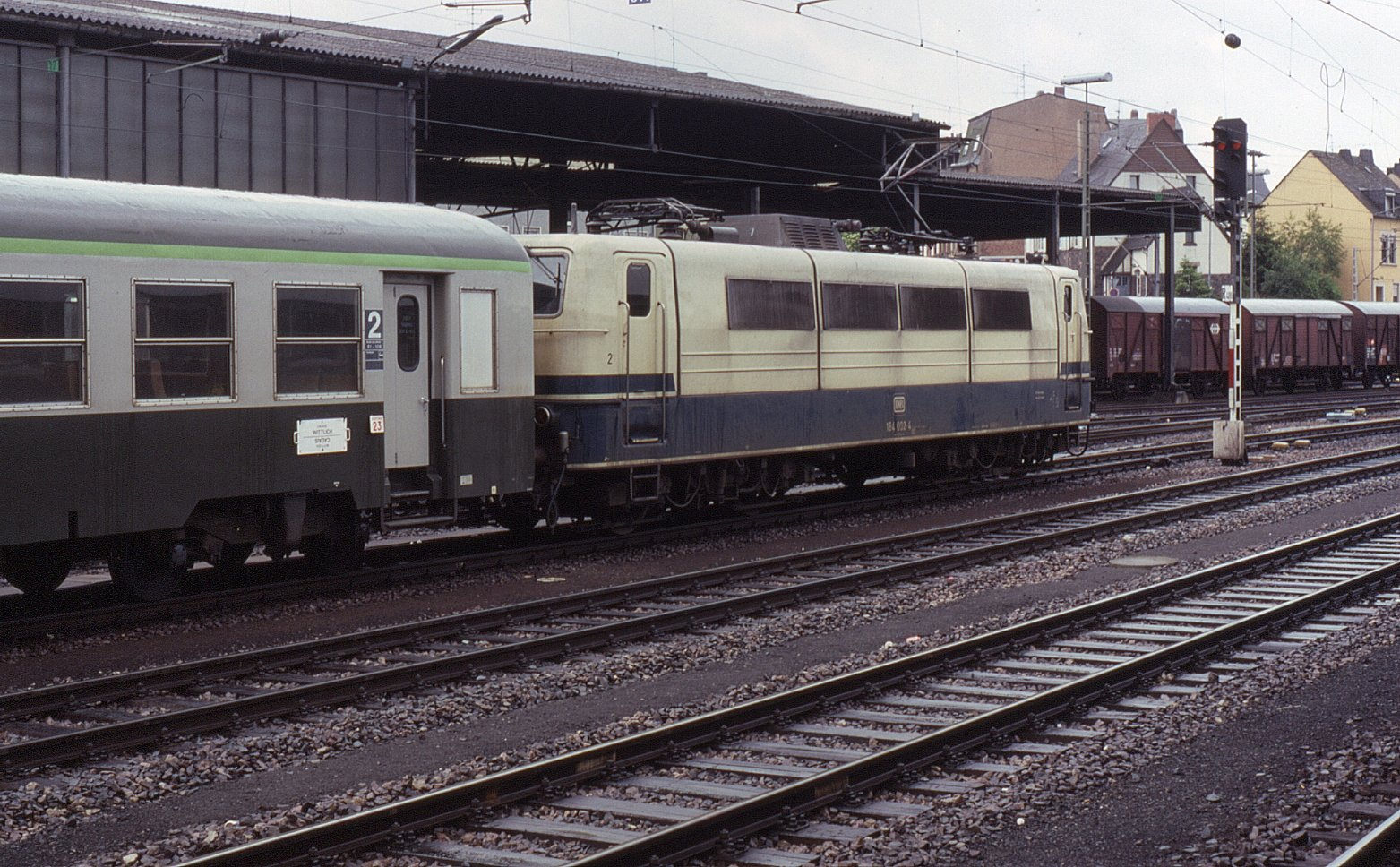

In dit overzicht staan eveneens treinen van de Deutsche Bundesbahn (DB) en van de Deutsche Reichsbahn (DR)